# Ожики (Минский район)
Ожики (бел. Во́жыкі) — деревня в Минском районе Минской области Республики Беларусь. В составе Шершунского сельсовета.

## География
Пролегает дорога Н8969.
Ближайшие населённые пункты Дашки, Довборово и др.

## История
В 1905 году в Радошковской волости Вилейского уезда Виленской губернии.

## Население

### Численность
- 2012 год — 6 человек

### Динамика
- 1905 год — 65 человек (37 муж. и 28 жен.)[2]
- 1999 год — 7 человек (перепись населения)
- 2009 год — 5 человек (перепись населения)[2]
- 2012 год — 6 человек